# Alrø Sund
Alrø Sund är ett sund i Danmark. Den ligger i Region Mittjylland i den centrala delen av landet, 160 km väster om huvudstaden Köpenhamn.
Klimatet i området är tempererat. Årsmedeltemperaturen i trakten är 7 °C. Den varmaste månaden är augusti, då medeltemperaturen är 17 °C, och den kallaste är mars, med 2 °C.